# Monte Olivia
O Monte Olivia é a montanha mais alta da Sierra de Sorondo, localizada na cidade de Ushuaia, Argentina. O Monte Olivia possui 1.326 metros de altura e duas geleiras pequenas, Glaciar Sur e Glaciar De Agostini.
A primeira tentativa de alcançar o cume foi no ano de 1902, pelos irmãos Bridges. Em 1913, o cume foi alcançado, pelo padre Alberto María de Agostini.